# 維奧萊特·多蘭吉
維奧萊特·多蘭吉（法語：Violette Dorange，2001年4月17日—）出生於法國新亞奎丹大區濱海夏朗德省的羅什福爾，是旺代單人不靠岸航海賽創賽以來最年輕的女性及航海家。

## 生平
她的父母親都是獸醫，維奧萊特·多蘭吉在七歲的時候接觸航海，起初並沒有太大的興趣，到了高中時期加入帆船運動社團培養出熱情，大學在國立雷恩應用科學學院就讀物理和材料工程，同時繼續在菲尼斯泰爾省持續維持帆船訓練。
2016年時年15歲的她，是第一位使用OP級帆船橫渡英吉利海峽，並且在15小時內就完賽；次年同樣再用OP級帆船橫渡直布羅陀海峽，僅使用5小時27分鐘。同一時間她也駕駛420級帆船贏得兩次法國帆船青年錦標賽的冠軍、2017年奪得歐洲帆船錦標賽的銅牌，2018年青少年帆船世界錦標等佳績，以驚人的成績引起大家矚目。
2023年完成碩士學位之後，她大膽的宣布自己將投入2024年的旺代單人不靠岸航海賽，並開始面向群眾、透過各種社群媒體進行行銷和募款，年輕且充滿對於賽事的熱情，在網路上快速吸引大量的粉絲追隨她。2024年10月已經出海比賽，成為該賽事最年輕的航海選手。

## 相關連結
- 官方募資網站：PROJET DEVENIR
- 維奧萊特·多蘭吉的Facebook專頁
- 維奧萊特·多蘭吉的Instagram帳戶
- 維奧萊特·多蘭吉的TikTok
- YouTube上的維奧萊特·多蘭吉頻道
- 維奧萊特·多蘭吉的X（前Twitter）